# Giulia Orlandi
Giulia Orlandi (Firenze, 25 giugno 1987) è una calciatrice italiana, centrocampista della Worange Pistoia.

## Carriera

### Club
Giulia Orlandi è cresciuta calcisticamente nelle giovanili del Firenze, società che l'ha inserita nella formazione che disputava il Campionato Primavera dai primi anni duemila. Le prestazioni offerte nelle giovanili convinsero la società a inserirla in rosa con la squadra titolare iscritta alla Serie A.
Il debutto nel massimo campionato italiano femminile di calcio avviene il 2 ottobre 2006, alla prima giornata della stagione 2006-2007, scendendo in campo da titolare nell'incontro dove il Firenze supera il Fiammamonza per 1-0, e che chiuderà con ventuno presenze in campo e due gol all'attivo. Durante la sua attività, sempre con la maglia del Firenze, ha dovuto subire una retrocessione in Serie A2 al termine del campionato 2007-2008 per poi riconquistarla al termine della stagione 2009-2010.
Il 19 marzo 2011, alla 18ª giornata di Serie A 2010-2011, gioca la sua centesima partita di campionato con il Firenze, incontro perso fuori casa con la Lazio CF, arrivando a quota 200 all'ultima stagione ufficiale del Firenze, quella 2014-2015 che segna anche il miglior risultato della storia sportiva della società, il quarto posto, in occasione della 14ª giornata di campionato dove il 31 gennaio 2015 la squadra pareggia 2-2 con l'Verona Women.
Il 15 Dicembre del 2011 a Scandicci le è stato assegnato il riconoscimento "Notte del Pallone rosa - Premio Maria Nisticò" 1ª Edizione.
Nell'estate 2015, a seguito della fondazione della Fiorentina Women's come sezione femminile affiliata all'omonimo club maschile e da accordi con il Firenze, viene inserita in rosa nella nuova squadra che ha partecipato alla stagione di Serie A 2015-2016.
Nella prima stagione della nuova società la squadra si rivela una delle più competitive, militando stabilmente ai vertici della classifica; Orlandi contribuisce a terminare il campionato al terzo posto mentre in Coppa Italia la Fiorentina viene eliminata dal San Zaccaria ai sedicesimi di finale. La stagione successiva è quella più significativa della sua carriera, festeggiando con le compagne il primo posto in Serie A, con la conquista del primo Scudetto femminile per la società, conservato in tutto l'arco del campionato, frutto di 21 vittorie e una sola sconfitta, e della Coppa Italia, battendo in finale le detentrici del trofeo del Brescia per 1-0.

## Palmarès

### Club
- Campionato italiano: 1

Fiorentina: 2016-2017
- Coppa Italia: 1

Fiorentina: 2016-2017
- Campionato italiano di Serie A2: 1

Firenze: 2009-2010